# John Herbert (8e comte de Powis)
John George Herbert, 8e comte de Powis (né le 19 mai 1952), titré vicomte Clive entre 1988 et 1993, est un pair britannique. Il siège à la Chambre des lords entre 1993 et 1999.

## Biographie
Herbert est le fils de George William Herbert, 7e comte de Powis et de Katharine Odeyne de Grey (fille du lieutenant-colonel George de Grey, 8e baron Walsingham). Il épouse Marijke Sofia Guther, fille de Maarten Nanne Guther et Woutertje Bouw, en 1977. Ils ont quatre enfants :
- Jonathan Nicholas William Herbert, vicomte Clive (né en 1979).
- Stephanie Moira Christina Herbert (née en 1982).
- Samantha Julie Esther Herbert (née en 1988).
- Alexander Sebastian George Herbert (né en 1994).